# Strzelno
Strzelno é um município da Polônia, na voivodia da Cujávia-Pomerânia e no condado de Mogilno. Estende-se por uma área de 4,46 km², com 5 701 habitantes, segundo os censos de 2017, com uma densidade de 1278,3 hab/km².